# Saint-Pierre-de-Soucy
Saint-Pierre-de-Soucy település Franciaországban, Savoie megyében. Lakosainak száma 423 fő (2022. január 1.). Saint-Pierre-de-Soucy Coise-Saint-Jean-Pied-Gauthier, La Croix-de-la-Rochette, Les Mollettes, Sainte-Hélène-du-Lac, La Trinité, Villard-d’Héry, Villard-Sallet, Villaroux és Valgelon-La Rochette községekkel határos.

## Népesség
A település népessége az elmúlt években az alábbi módon változott:
| Lakosok száma | 404  | 434  | 459  | 437  | 426  | 415  | 418  | 419  | 423  |
|               | 2013 | 2015 | 2016 | 2017 | 2018 | 2019 | 2020 | 2021 | 2022 |